# Rue Chernoviz
La rue Chernoviz est une voie du 16e arrondissement de Paris, en France.

## Situation et accès
La rue Chernoviz est une voie publique située dans le 16e arrondissement de Paris. Elle débute au 24, rue Raynouard et se termine au 35, rue de Passy. Vu son lotissement rapide au début du XXe siècle, cette voie présente une grande homogénéité architecturale.

## Origine du nom
Cette voie porte le nom de la famille Chernoviz, ancien propriétaire du terrain sur lequel la voie a été ouverte, autant pour la renommée du docteur Pierre-Louis-Napoléon Chernoviz qui a possédé la propriété du 24, rue Raynouard de 1855 à 1905, dont le terrain s'étendait jusqu'à la rue de Passy que pour le bien que faisait sa femme aux œuvres caritatives, et l'école communale Chernoviz (au no 8).
À sa mort, deux de ses gendres, Georges Guillaume et Emmanuel Magniol, ont racheté la propriété pour faire don d'une partie à la Ville de Paris pour les écoles communales.

## Historique
Cette rue a été percée sous sa dénomination actuelle en 1906.
La rue est piétonnisée (dispositif rue aux écoles) en 2021.

## Bâtiments remarquables et lieux de mémoire
- No 6-10 : école élémentaire publique Guy-Chauliac. Elle porte ce nom depuis 2023, en hommage au résistant et médecin Guy Chauliac[3].
- No 12 et 33 rue de Passy : cinéma Alexandra-Passy-Palace, ouvert en 1917 avec une salle de 1126 places dotée de deux balcons. L'entrée est rue Chernoviz et la sortie rue de Passy. Fermé en 1940 au début de la Seconde Guerre mondiale, il rouvre en 1948, avec désormais 1050 places et un seul balcon ; l'entrée et la sortie sont inversées. Rebaptisé Alexandra, il ferme en 1962, est démoli, le site était loti par un immeuble[4].

Dans celui-ci a vécu l'helléniste Jacqueline de Romilly de 1966 à sa mort en 2010 ; une plaque lui rend hommage.

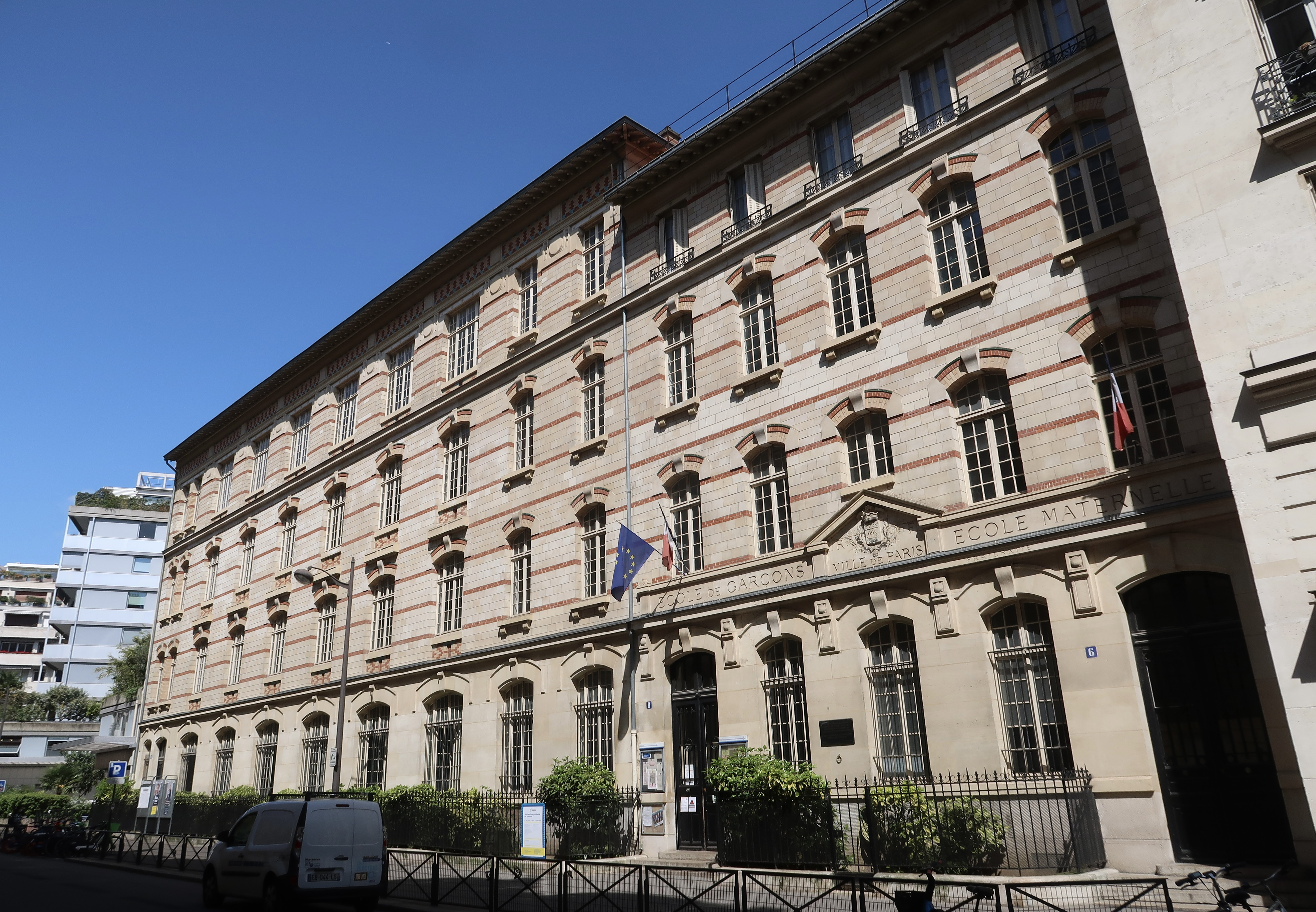
École élémentaire.
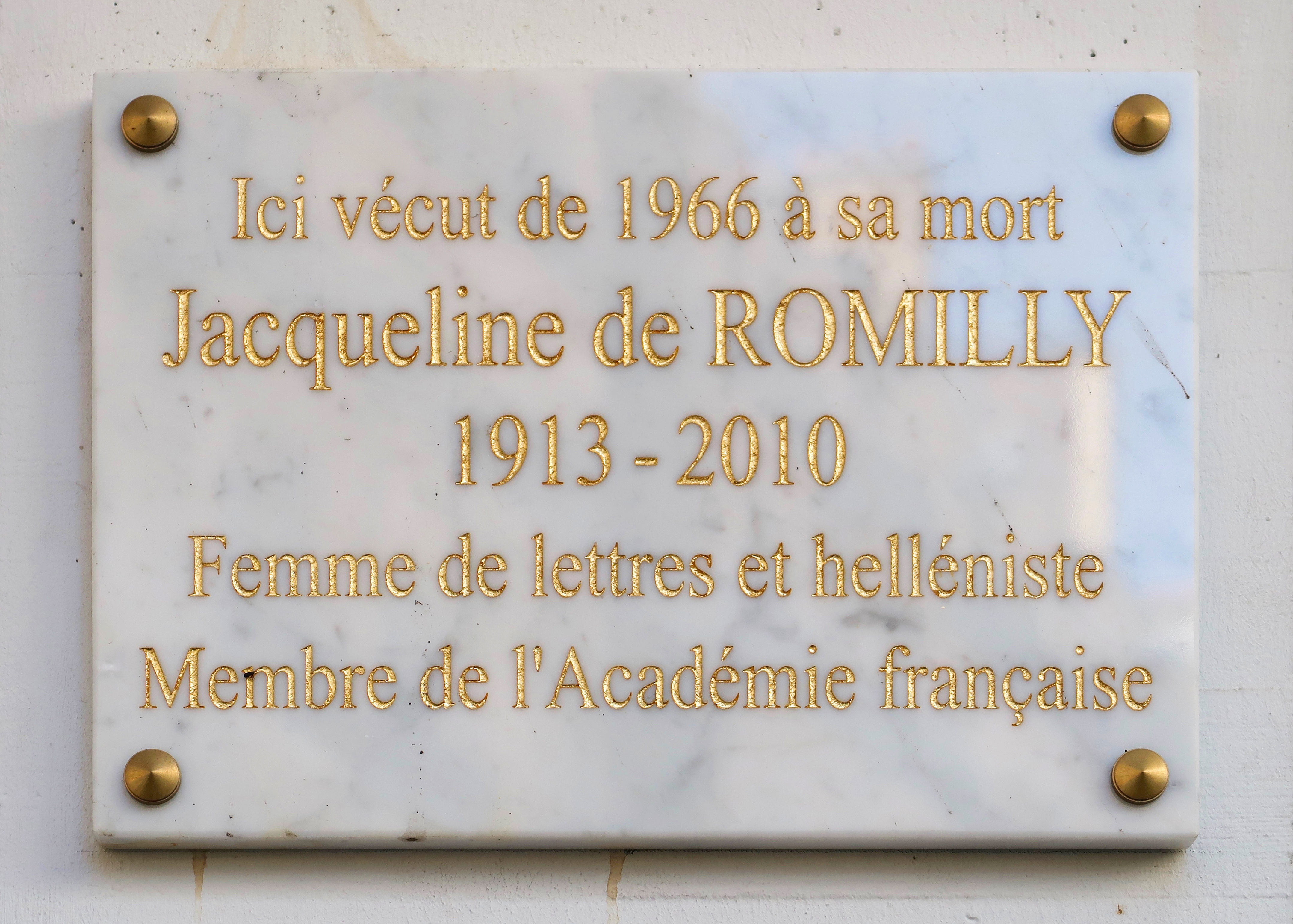
Plaque.